# Fábrica Militar de Tolueno Sintético
La Fábrica Militar de «Tolueno Sintético» (FM «TS») fue una unidad productiva de la Dirección General de Fabricaciones Militares (DGFM) con especialización en combustibles y disolventes. Formaba parte del Grupo Químico de la DGFM, junto a las plantas de Villa María, de Ácido Sulfúrico, Pilar y Azul. Se ubicaba en la ciudad de Campana, provincia de Buenos Aires.
Durante la última dictadura cívico-militar, autodenominada Proceso de Reorganización Nacional, la Fábrica Militar albergó un centro clandestino de detención, conocido como «el Tolueno». Por entonces, Fabricaciones Militares dependía de forma directa del Comando en Jefe del Ejército.
Se estima que éste CCD funcionó a principios de 1976.